# Siège d'Oran et de Mers el-Kébir (1563)
Pour les articles homonymes, voir Siège d'Oran et de Mers el-Kébir.
Conflits algéro-hispaniques
Le Grand siège d'Oran et de Mers el-Kébir est une tentative majeure de la régence d'Alger de reprendre les villes de Mers el-Kébir et d'Oran aux Espagnols ; ayant lieu de février à juin 1563.

## Contexte
Hassan Pacha, victorieux lors de la bataille de Mostaganem en 1558, a pratiquement fini de chasser les Espagnols d'Algérie et d'étendre son autorité sur tout le littoral. La prise des deux derniers présides espagnols apparaît alors comme un objectif majeur pour Hassan Pacha. Il prépare donc une expédition d'envergure pour atteindre cet objectif. Hassan Pacha écrit, au caïd de Constantine, au sultan des Béni Abbès et au sultan de Koukou pour obtenir leur appui. Hassan Pacha reçoit du soutien logistique de France dans le cadre de son alliance avec l'Empire Ottoman et ses dépendances. 

## Déroulement
Hassan pacha prend la tête d'une armée de 15 000 arquebusiers (janissaires turcs et renégats européens) et d'un corps de 1 000 spahis. Il reçoit des renforts du royaume de Koukou, en Kabylie, qui lui fait parvenir quelques troupes dirigé par le fils du sultan Belkadi. Ce dernier étant son beau-père (Hassan Pacha est marié à la fille du roi de Koukou) lui fait parvenir 1 000 cavaliers ; les différents chefs locaux lui procurent en tout 10 000 cavaliers,. Hassan Pacha part d'Alger en février 1542 à la tête de ses troupes. Il doit être rejoint par des troupes des anciens zianides. Tout au long du voyage, Hassan Pacha complète son armée de différentes tribus qu'il appelle au djihad. Une flotte de raïs (corsaires d'Alger), comportant 40 navires suit son mouvement. La place d'Oran compte à l'époque seulement 800 habitants, dont 200 en état de porter les armes et une garnison de 1 500 soldats. 
Hassan Pacha atteint Oran le 3 avril. Le 5 avril, il s'installe en amont d'une source qui alimente la ville d'Oran et attaque la tour des Saints qu'il finit par occuper. Dès le début du siège d'Oran, il se rend compte qu'une offensive directe sur cette ville serait trop risquée. Il s'implante donc à Aïn el-Turk pour réduire la place de Mers el-Kébir et s'en servir de base pour ses navires. Il prend le fort des Saints de Mers el-Kébir, organise un blocus, mais la soumission totale de la place exige de prendre le fort San Salvador. La garnison espagnole du fort résiste héroïquement aux divers assauts mais elle doit se replier sur le fort principal de Mers el-Kébir laissant le fort San Salvador en ruine. Ces débuts aux allures de victoire, coûtent cher en pertes humaines. Hassan Pacha perd de nombreuses troupes d'élite et le fils de Ahmed Belkadi, sultan de Koukou, périt au combat. 
Hassan Pacha réorganise ses troupes et les concentre toutes sur Mers el-Kébir pour réduire la place forte. Il tente des pourparlers avec Don Martin de Cordoba qui refuse de négocier ou céder la place. Résolu à attaquer, Hassan Pacha lance de nombreux raids terribles pour les deux côtés. Après un dernier assaut le 5 juin, il doit se replier, le 8 juin, face aux renforts d'Espagne venus par la mer et conduit par l'amiral Andrea Doria.

## Historiographie et influence sur la littérature
Le siège de 1563 est un événement significatif dans l'histoire des présides espagnols, il a un retentissement important dans la littérature arabe et espagnole. Si les sources espagnoles sont plus ou moins disponibles, le seul document arabe disponible sur la bataille est rapporté par Ibn Meriem dans son ouvrage Al Bostanfi dzeker el-aoulia ou el ouIema bi-Telimsan , transcrit en français : Jardin des biographies des Saints et Savants de Tlemcen. Ibn Meriem ayant vécu dans la seconde moitié du XVIe siècle, rapporte le poème du savant jurisconsulte et poète Abderrahman Ben Mohammed Ben Mouça qui est un témoin des événements. Il compose des vers épiques destinés à encourager Hassan à la victoire au nom de Dieu. 
Miguel de Cervantes en mission à Oran en mai 1581, se fait établir le récit de l'attaque algérienne par Don Alonso de Cordoba. Le récit, établi avec recul, fait état des dégâts matériels, humains, et des combats farouches entre les deux camps. Cervantès y décrit l'Oran d'après le siège, une cité désertée par ses habitants craignant les représailles espagnoles et en proie à l'insécurité. Déjà avant 1563, le récit du gouverneur Don Alonso de Cordoba fait état du climat d'insécurité qui entourait la ville. Elle comptait comme population civile seulement 800 habitants, dont 200 en état de porter les armes et une garnison de 1 500 soldats. Oran apparaît alors comme une ville en déclin ; ancien comptoir commercial, les commerçants italiens, marseillais ou catalan n'y font plus escale et elle apparaît comme minée par le conflit quasi-permanent avec son environnement. Elle est en fait enclavée dans un dispositif d'une série de forts. Cervantes établit alors sa pièce El gallardo español (es), dont le fond est la bataille de 1563, combinant ses observations de la place d'Oran lors de son séjour en 1581 et le récit du gouverneur Don Alonso. L’œuvre de Cervantes est singulière pour l'époque dans le sens où Arabes et Espagnols sont représentés dans leurs actions et comportements, relatant l'esprit de la noblesse bédouine et tribale et l’esprit chevaleresque des deux parties.